# Fire Burns
Pistes de Pink Friday Roman Reloaded
Young Forever
(16) Gun Shot
(18)
Fire Burns est un single de Nicki Minaj extrait de l'album Pink Friday Roman Reloaded.